# ふじみ野市立福岡中学校
ふじみ野市立福岡中学校（ふじみのしりつ ふくおかちゅうがっこう）は、埼玉県ふじみ野市にある公立中学校。

## 概要
2006年で創立60周年を迎える。旧上福岡市内で初めての中学校で一時は1,000人余りの生徒がいたが、近年減少する傾向にある。
校舎の特徴として、第二次世界大戦時の火工廠後の名残で、周囲に比べ数m土地が下がっていることなどがあげられる（爆発物の処理などに使われていた）。

## 学校教育目標
自ら生きる力をつちかう生徒
- 知力…自ら学び自ら考える生徒（自学）
- 体力…たくましさのある生徒（強健）
- 社会性…思いやりのある生徒（友愛）

## 校訓
- ともに学ばん
- ともに励まん
- ともに磨かん

この3つは校歌にも含まれている。

## 行事
- 4月 - 入学式・始業式、生徒会入会式、全校遠足
- 5月 - 体育祭
- 6月 - 生徒総会
- 7月 - 音楽鑑賞教室、終業式、家庭訪問
- 8月 - 三者面談
- 9月 - 始業式
- 10月 - 合唱祭、ふれあい講演会
- 11月 - 開校記念日、全校三者面談
- 12月 - 終業式
- 1月 - 始業式、修学旅行（二学年）
- 3月 - 3年生の卒業を祝う会（略称「三祝会」）、卒業式、修了式

## 歴史
- 1947年（昭和22年）4月1日 - 埼玉県入間郡福岡村福岡中学校開校
- 1957年（昭和32年）4月1日 - 制服制定
- 1957年（昭和32年）8月25日 - 校歌を制定
- 1957年（昭和32年）11月3日 - 埼玉県入間郡福岡町立福岡中学校になる
- 1972年（昭和47年）4月10日 - 上福岡市立第一中学校になる
- 1993年（平成5年）2月23日 - 開校記念日制定
- 2002年（平成14年）4月1日 - 上福岡市立福岡中学校になる
- 2005年（平成17年）10月1日 - ふじみ野市立福岡中学校になる
- 2021年  (令和3年)   7月1日 - 体育館改修

## 生徒会
1. 生徒総会
2. 代議員会
3. 本部会
4. 専門委員会
5. 学級会
  1. 学級委員
  2. 体育委員
  3. 保健委員
  4. 美化委員
  5. 給食委員
  6. 図書委員
  7. 広報委員
  8. 緑化委員
  9. 生活委員(旧名 福祉委員)
6. 特別委員会
  1. 選挙管理委員会
  2. 合唱祭実行委員会
  3. 3祝会実行委員会
7. 部活動代表者会

## 部活動
- 野球部
- サッカー部
- ソフトテニス部 - 女子は全国大会に出場したこともある。
- 陸上部
- ソフトボール部
- 女子バスケットボール部
- 男子バスケットボール部
- 女子バレーボール部
- 女子卓球部
- 男子卓球部
- 剣道部
- バドミントン部
- 吹奏楽部-西関東大会出場経験あり
- 美術部
- パソコン部
- レクリエーション部 - 障害を持つ生徒のクラス、「あおぞら学級」の部活動。

## 著名な卒業生
- 小金井幸子（日本の元女子プロレスラー）
- 新田恵利（タレント）
- 川村陽介（俳優）
- ルベル斗磨 (陸上選手)
- 望月ヘンリー海輝 - サッカー選手